# 中崎淳
中崎 淳（なかざき じゅん、1994年（平成6年）5月19日 -）は、日本の小説家。東京、大阪などの都市をモチーフにした都市文学から、富山県や千葉県など移住した先の田舎風景まで幅広く描く。懊悩する高校生や大学生をモデルとした青春小説、自身の体験をモチーフに酒とそれにまつわる人間関係を描いた私小説的作品を執筆している。

## 経歴
早稲田大学文学部卒業後、富山県で国語科教員として勤務しながら2017年に初の短編集『事情』を刊行。2019年には第二作となる短編集『幻風景』を出版した。出版社に転職後も執筆を続け、大正浪漫復興を掲げる文学アソシエーションである「鳥瞰集団」を主宰する。

## 作風
自我を客観視したような若い男女を中心とする登場人物が数多く描かれ、際立って酒を好むキャラクターが多いのが特徴。純文学のテイストを用いた同性・異性を問わない人間関係や酒への執着的とも言える細部の描写が目立つ一方で、作品全体あるいは特に重要な女性キャラクターに関しては〝輪郭がぼやけたような〟捉えどころのないものとして存在し、幻惑的な印象を読者に与えている。

## 作品リスト

### 単行本
- 『事情』（2017年12月30日、鳥瞰社、ISBN 978-4-9909964-0-6）
- 『幻風景』（2019年7月31日、鳥瞰社、ISBN 978-4-9909964-1-3）